# Stenia pastorellii
Stenia pastorellii là một loài thực vật có hoa trong họ Lan. Loài này được D.E.Benn. miêu tả khoa học đầu tiên năm 1992.

## Hình ảnh

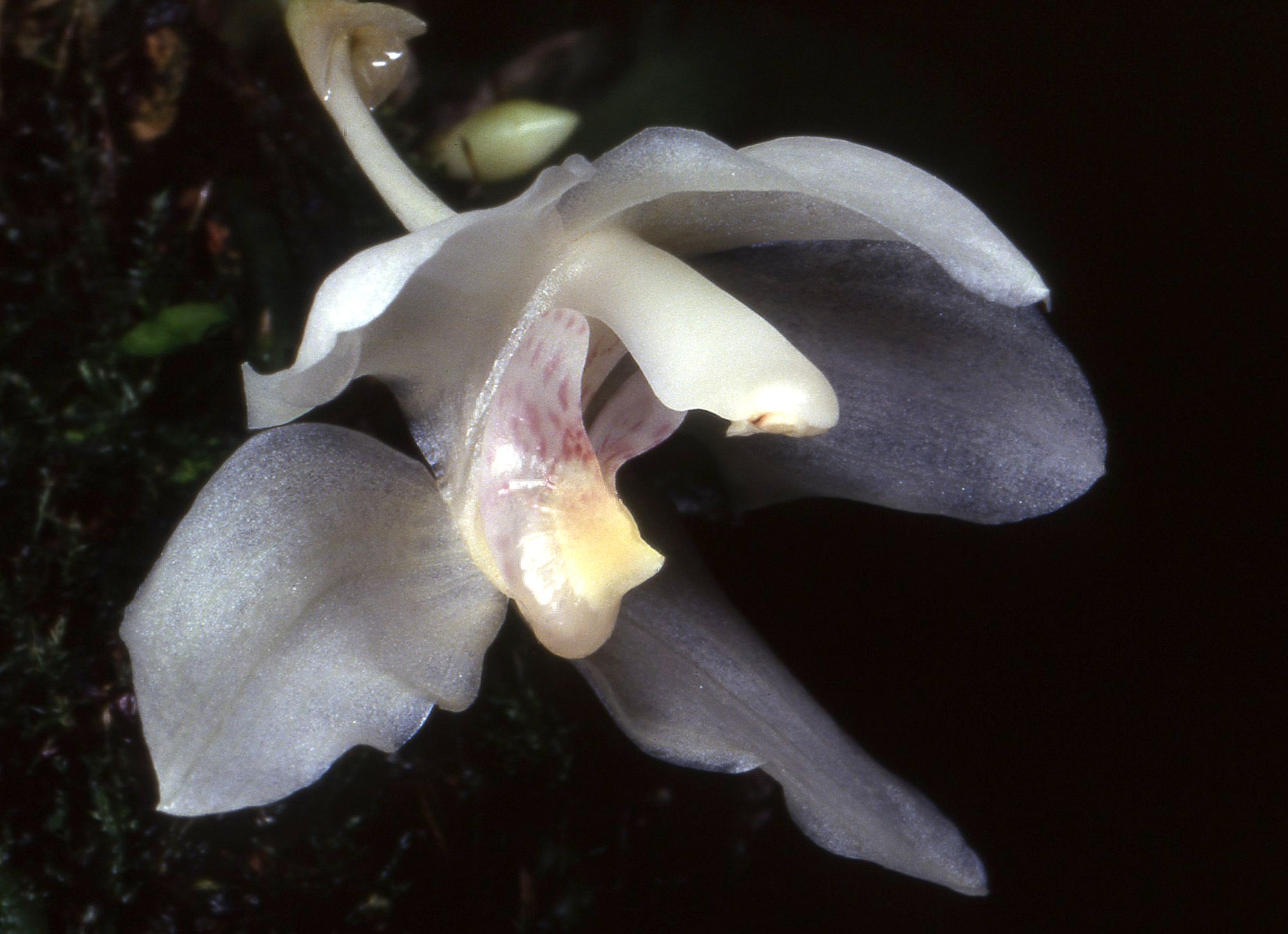
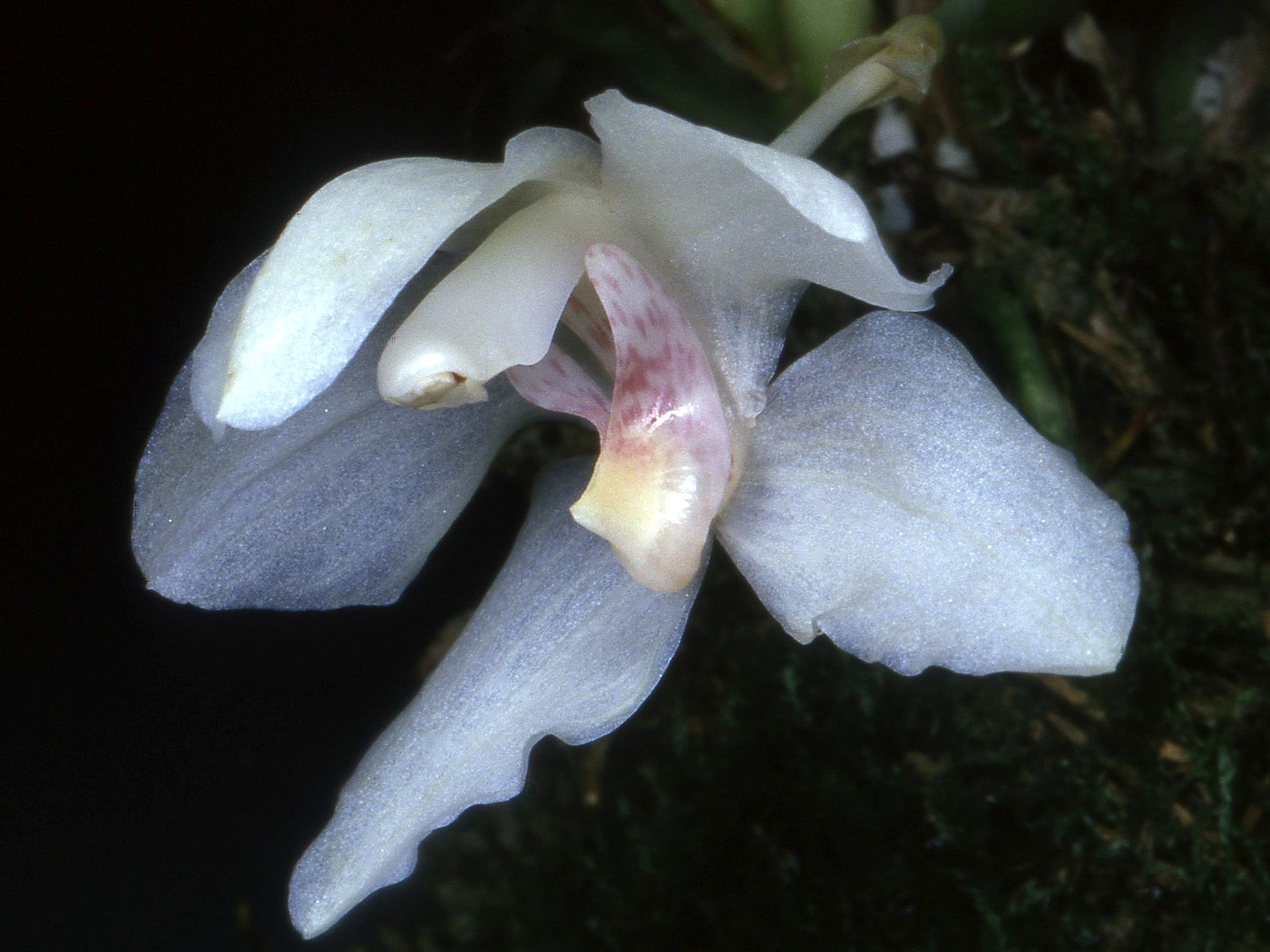
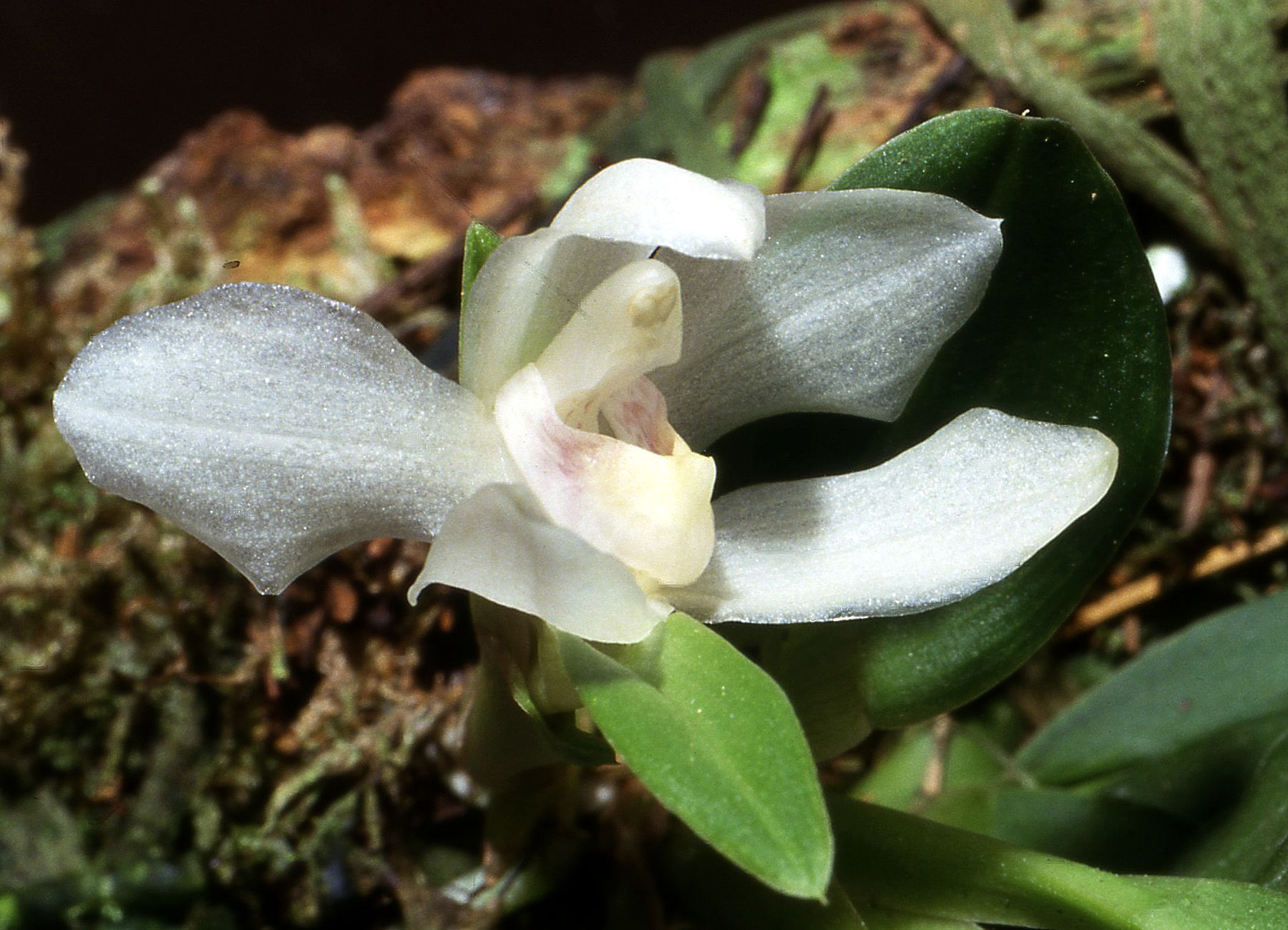